# Sigmount A. Königsberg

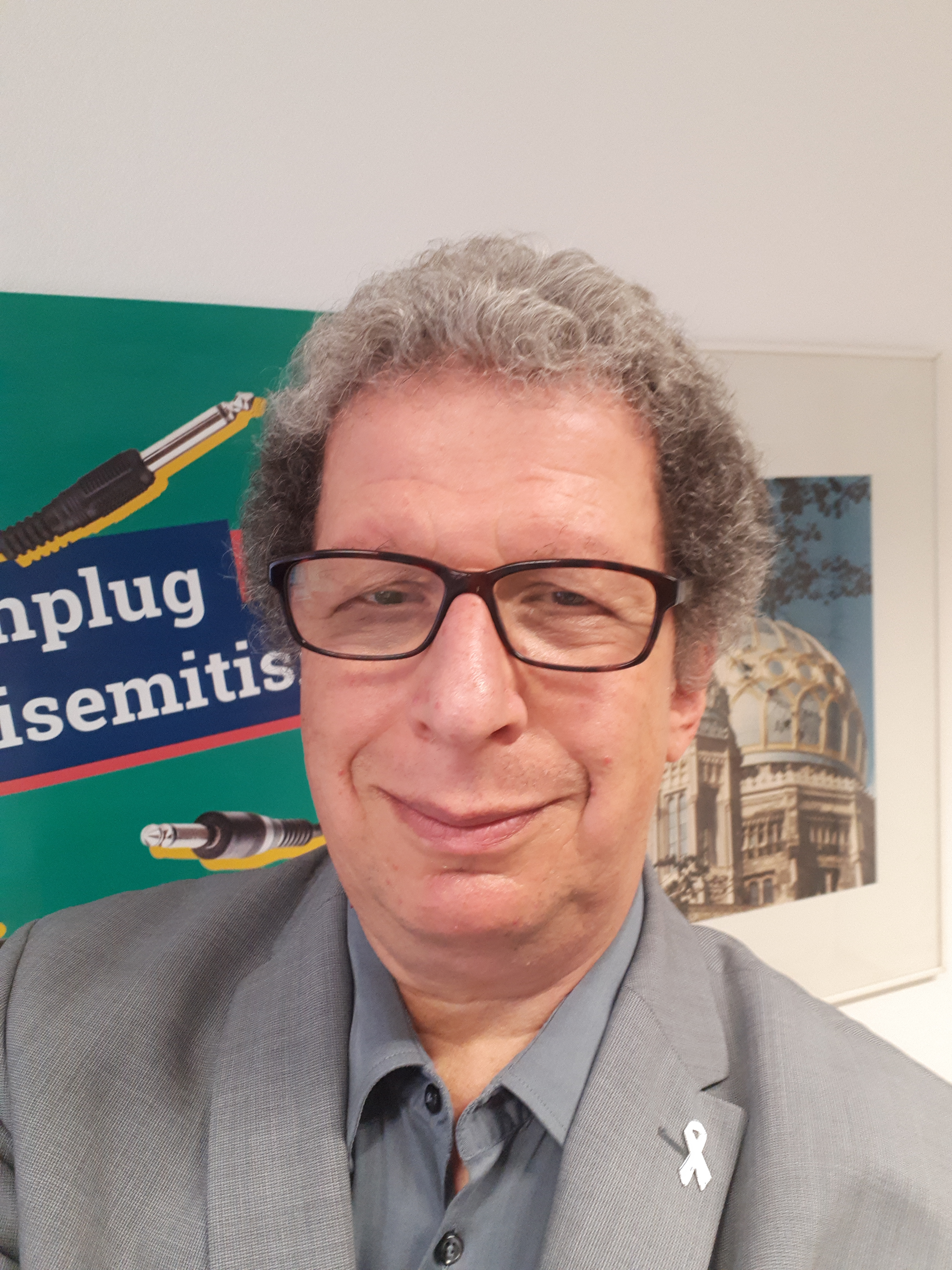
Sigmount A. Königsberg (2020)

Sigmount Abraham Königsberg (* 20. Oktober 1960 in Saarbrücken) ist ein deutscher Sozialwissenschaftler, seit 1994 Mitarbeiter der Jüdischen Gemeinde Berlin und seit 1. September 2017 deren Antisemitismus-Beauftragter.

## Leben
Sigmount A. Königsberg ist der Sohn der Shoa-Überlebenden Marian (* 1915, Lemberg) und Bela (* 1920, Łódź) Königsberg.
Nach dem Abitur studierte er Kommunikationswissenschaft, Geschichte und Politikwissenschaft an der FU Berlin.
Er ist verheiratet und Vater eines Sohnes.

## Wirken und Positionen
Sigmount A. Königsberg sieht sich als Antisemitismus-Beauftragter in erster Linie als Ansprechpartner für Personen, die sich Antisemitismus ausgesetzt sehen. Des Weiteren kooperiert er mit Behörden, Organisationen und Netzwerken um eine erhöhte Sensibilisierung der Gesellschaft zu erreichen. Er verortet Antisemitismus sowohl bei Rechtsextremen, bei Linksextremen, bei Islamisten und in der Mitte der Gesellschaft. Er betont, dass Antisemitismus bei Kleinigkeiten anfange und für Juden eine Alltagserfahrung sei.
Für den zunehmenden Antisemitismus macht er maßgeblich den israelbezogenen Antisemitismus, die Demonstrationen am Al-Quds-Tag und die AfD verantwortlich. In der Kontroverse um den Göttinger Friedenspreis an den Verein European Jews for a Just Peace vertrat er, dass der Verein sich zu den Zielen von BDS bekenne und somit eine Organisation mit antisemitischen Zielen unterstütze. Ein Jahr nach dem Anschlag in Halle (Saale) 2019 kritisierte er, dass Angriffe auf Juden von der Polizei nur als Körperverletzung aufgenommen würden, nicht aber der antisemitische Hintergrund einer Tat. Er wies darauf hin, dass laut einer EU-Studie nur jede fünfte antisemitische Straftat gemeldet werde. Mit Blick auf antisemitisches Mobbing an Schulen sprach Königsberg von „systematischer Verharmlosung“ auf Seiten der Politik. Die meisten antisemitischen Vorfälle fänden unterhalb der Wahrnehmungsgrenze der Öffentlichkeit statt. Bei einer Anhörung im Abgeordnetenhaus von Berlin forderte er von der Politik bei der Bekämpfung von Antisemitismus: „Passivität und Schweigen wird die Judenhasser aller Couleur ermuntern, Appeasement hat noch nie funktioniert. Von daher reicht die Verantwortung für ein gedeihliches Zusammenleben weit über die Politik hinaus. Hier ist die Zivilgesellschaft gefordert, indem sie klarstellt, dass sie Homophobie, Sexismus, Rassismus und Antisemitismus bannt.“
In der 2019 durch eine Aussage des Antisemitismusbeauftragten des Bundes, Felix Klein, ausgelösten weltweit beachteten Debatte um das öffentliche Tragen einer Kippa in Deutschland sagte Königsberg: „Ich hätte erwartet, dass er sofort anfügt, dass er alles tun werde, damit Juden in Deutschland überall und zu jeder Tages- und Nachtzeit auf der Straße Kippa tragen können. Denn das wäre nämlich auch eine Kampfansage an die Antisemiten gewesen.“
Im gleichen Jahr äußerte Königsberg im Deutschlandfunk Kritik an einem Sonderheft „Spiegel Geschichte“ zum Thema „Jüdisches Leben in Deutschland – Die unbekannte Welt von nebenan“ mit einem Bild sehr stereotyp dargestellter Juden auf dem Cover: „Wenn man jemand als fremd, als unbekannt stigmatisiert, dann erklärt man ihn auch nicht als Teil dieser Gesellschaft, obwohl jüdische Menschen seit 1700 Jahren hier leben. Hier bedient der Spiegel‘ das Bild des Fremden, des ‚nicht Teil der deutschen Gesellschaft‘.“
Königsberg gehört dem von Staatssekretärin Sawsan Chebli initiierten „Arbeitskreis Antisemitismus“ an und wurde 2019 vom Justizsenator Dirk Behrendt in das „Expertengremium gegen Antisemitismus“ des Berliner Senats berufen. Er ist Mitglied des „Berliner Ratschlags für Demokratie“, ein Bündnis bekannter Berliner Persönlichkeiten.
Anfang Oktober 2020 meldete er einen antisemitischen Anschlag auf eine jüdische Schriftkapsel (Mesusa) an einer Synagoge in Berlin.
Angesichts der antisemitischen Demonstrationen im Mai 2021 stellte Königsberg fest, dass „zwischen dem Antisemitismus aus dem Kreise der sogenannten „Querdenker“, deren Verschwörungsmythen, die bis weit in die Mehrheitsgesellschaft wirken, und dem in muslimischen Communities sich eine unselige Wechselwirkung ergeben“ habe.
Zu Beginn des russischen Überfalls auf die Ukraine bezog Königsberg Stellung zur Verherrlichung von Stepan Bandera durch Andrij Melnyk und wandte sich, bei aller Solidarität mit der Ukraine, dagegen, dass „Mörder, Verbrecher und Antisemiten zu Helden hochstilisiert werden“.
Gegenüber dem Tagesspiegel bestritt Königsberg, dass es einen „neuen Antisemitismus“ gäbe, denn er sei niemals weg gewesen. Seiner Meinung nach gehört der „Antisemitismus zur DNA der europäischen Kultur“.

## Kontroversen
Lange bevor die Debatte über die Ausstellung Welcome to Jerusalem im Jüdischen Museum Berlin die Massenmedien erreichte, wurde sie von Königsberg kritisiert. Im April 2018 warf er den Machern vor, „dass durch systematisches Weglassen das Bild verzerrt“ werde. Im Januar 2019 ergänzte er gegenüber der Berliner Morgenpost, in der Ausstellung hätten „ausschließlich arabische Positionen einen verständnisvollen Unterton“ und: „Kritik an der Ausstellung wurde vom Jüdischen Museum ignoriert oder Kritiker als Handlanger Netanjahus dargestellt – das ist ein Unding“. Er forderte: „Für die verbliebene Zeit wünsche ich mir eine öffentliche Debatte, in die die Kritiker einbezogen werden.“ Die Kontroverse um diese Ausstellung war mit eine Ursache des Rücktritts von Peter Schäfer als Museumsdirektor.

## Veröffentlichung
- Wer wird von wem gehört? Eine jüdische Perspektive auf Themen des jüdisch-muslimischen Dialogs. Themenheft: Exile. Ein Kunstheft (Anthologie), in: Jalta. Positionen zur jüdischen Gegenwart,  Heft 5/2019, S. 182–189